# Aleksej Borisovič Kurakin
Principe Aleksej Borisovič Kurakin, (in russo: Алексей Борисович Куракин) (19 settembre 1759 – 30 dicembre 1829), è stato un politico russo.

## Biografia
Era il figlio di Boris Aleksandrovič Kurakin (1733-1764), e di sua moglie, Elena Stepanovna Apraksina (1735-1769). Era il fratello minore di Aleksandr Borisovič Kurakin. 

## Carriera
Grazie al fratello maggiore, la carriera di Aleksej decollò nelle posizioni di governo di alto livello, che ebbero inizio nei primi giorni del regno di Paolo.
Nel 1793 gli venne concesso il titolo di ciambellano e nel 1795 divenne un membro del consiglio privato; il 4 dicembre 1796 venne nominato procuratore generale. Il 5 aprile 1797 divenne un consigliere.
L'8 agosto 1798 venne nominato senatore e fu rimosso dagli affari pubblici. Anche suo fratello Aleksandr cadde in disgrazia.
Richiamato in servizio con Alessandro I, il 4 febbraio 1802 fu nominato governatore generale della Piccola Russia, carica che mantenne per i successivi sei anni.
Dal 1804 divenne membro del Consiglio di Stato e la carica di ministro dell'Interno (1807-1810).
Fu membro della corte penale suprema nel caso dei decabristi e della massoneria del sistema svedese.

## Matrimonio
Aleksej prima del matrimonio era innamorato della contessa Ekaterina Ivanovna Černyšëva (1766-1830), figlia di Ivan Grigor'evič Černyšëv. In seguito Ekaterina sposò Fëdor Fedorovič Vadkovskij.
Sposò, il 15 febbraio 1783, Natal'ja Ivanovna Golovina (1766-1831), figlia di Ivan Sergeevič Golovin. Ebbero tre figli:
- Boris Alekseevič (1783-1850);
- Elena Alekseevna (1787-1869), sposò Nikolaj Ivanovič Zotov;
- Aleksandra Alekseevna (1788-1819), sposò in prime nozze Nikolaj Sergeevič Saltykov e in seconde nozze Pëtr Aleksandrovič Čičerin.

## Morte
Morì il 30 dicembre 1829.